# Уайтокия
Уайтокия (лат. Whytockia) — род семейства геснериевых (лат. Gesneriaceae), включающий в себя около 8 видов многолетних наземных трав.

## Этимология названия
Названа в честь Джеймса Уайтока (англ. James Whytock), выдающегося шотландского лесовода и садовода, президента Эдинбургского королевского общества.

## Ботаническое описание
Многолетние наземные монокарпические травы. Стебли прямые, стелющиеся или восходящие, ползучие, укореняющиеся в узлах, простые или ветвистые. Листья супротивные, редкоопушённые, неравные по размеру, в основании скошенные, клиновидные, яйцевидные или почти сердцевидные, сидячие или крупные на коротких черешках; на абаксиальной (нижней) стороне меловые железы, листовые пластинки тонкие, по краю пильчатые. Соцветия пазушные, или псевдотерминальные, на цветоносах, с малозаметными прицветниками, мало- или многоцветковые. Чашечка актиноморфная, 5-листочковая, продольно полосатая из-за секреторных канальцев, на внутренней стороне меловые желёзки; чашелистики свободные или сросшиеся в базальной части. Цветок зигоморфный. Венчик трубчатый, в зеве редкоопушённый или с рядками волосков, трубка прямая, отгиб двугубый, адаксиальная губа 2-лопастная, короче абаксиальной губы; абаксиальная губа 3-лопастная, лопасти равные или центральный лепесток больше, на вершине закруглённые; белой, красновато-пурпурной, фиолетовой окраски. Тычинок 4, в верхней части редкоопушённые, не превышающие по длине венчик, прикреплённые в основании трубки; пыльники сросшиеся, вскрываются продольно. Завязь верхняя, яйцеобразная, голая; пестик головчатый или двухлопастный. Плод — 2-створчатая почти круглая коробочка, по длине меньше чашечки, локулицидная.

## Ареал и климатические условия
8 эндемических видов обитает в Китае (в провинциях Сычуань, Гуанси, Хунань, Хубэй, Гуйчжоу, Юньнань) и на Тайване. Растёт в затенённых и влажных местах, в долинах рек, на высоте 500—2200 метров над уровнем моря.

## Хозяйственное значение и применение
В коллекциях ботанических садов.

## Виды
| По данным The Plant List, род насчитывает 8 видов: - Whytockia bijieensis Y.Z. Wang & Zhen Y. Li - Whytockia chiritiflora (Oliv.) W.W. Sm. - Whytockia gongshanensis Y.Z. Wang & H. Li - Whytockia hekouensis Y.Z. Wang - Whytockia purpurascens Y.Z. Wang - Whytockia sasakii (Hayata) B.L. Burtt - Whytockia tsiangiana (Hand.-Mazz.) A. Weber - Whytockia wilsonii (A. Weber) Y.Z. Wang | По данным Flora of China: - Whytockia bijieensis - Whytockia chiritiflora - Whytockia gongshanensis - Whytockia hekouensis - Whytockia hekouensis var. minor - Whytockia purpurascens - Whytockia sasakii - Whytockia tsiangiana - Whytockia tsiangiana var. minor - Whytockia tsiangiana var. tsiangiana - Whytockia tsiangiana var. wilsonii - Whytockia wilsonii |